# Peter Karner (Sänger)
Peter Karner (* 30. Juni 1941 in Wien) ist ein österreichischer Oper- und Operettensänger (Tenor) sowie Musicaldarsteller.

## Leben
Nachdem Karner die Volksschule und sechs Klassen am Realgymnasium abgeschlossen hatte, ließ er sich in der Abteilung Druck und Medientechnik an der Höheren Graphischen Bundes-Lehr- und Versuchsanstalt (HGBLVA) in Wien ausbilden. Gleichzeitig absolvierte er eine Ausbildung zum klassischen Gesang bei Joseph Marschkan und Edwin Waldmann am Horak-Konservatorium in Wien, das 1979 in Franz Schubert Konservatorium umbenannt wurde.
Ab 1959 war Karner neben dem Studium und der Bestätigung als Korrektor und Lektor in verschiedenen Druckereien und Verlagen, auf zahlreichen Konzerten und Messen als Sänger tätig. Sein Debüt hatte er 1963 als Orestes in Jacques Offenbachs Raimundtheater in Wien. Ein Jahr später bekam er die Rolle des Raoul de Saint Brioche in Franz Lehárs Operette Die lustige Witwe, die auf den Seespielen Mörbisch aufgeführt wurde.
Von 1965 bis 1968 gehörte Karner als Buffo für Oper und Operette zu den festen Ensemblemitgliedern des Badischen Staatstheaters Karlsruhe. Später war er sowohl am Theater Dortmund (1968–1975) als auch am Opernhaus Graz (1975–2001) tätig. Seit seinem Pensionsantritt 2001 arbeitet Karner in Grazer Privatstudios für Ballett, Gesang und darstellende Kunst als Gesangslehrer.

## Rollen (Auswahl)
- Ottokar in Der Zigeunerbaron (Johann Strauss)
- Freddy Eynsford-Hill in My Fair Lady (Frederick Loewe und Alan Jay Lerner)
- Josef in Wiener Blut (Johann Strauss)
- Armand Brissard in Der Graf von Luxemburg (Franz Lehár)
- Georg in Der Waffenschmied (Albert Lortzing)
- Peter Iwanow in Zar und Zimmermann (Albert Lortzing)
- Junker Spärlich in Die lustigen Weiber von Windsor (Otto Nicolai)
- Henri in Der Opernball (Richard Heuberger)
- Boni/Bonifaziu in Die Csárdásfürstin (Emmerich Kálmán)
- Bronio von Popiel in Polenblut (Oskar Nedbal)
- Graf Gustav von Pottenstein in Das Land des Lächelns (Franz Lehár)
- Graf Ferry Hegedüs in Viktoria und ihr Husar (Paul Abraham)
- John Buffy in Die Blume von Hawaii (Paul Abraham)

## Fernsehaufnahmen (Auswahl)
- Es muss nicht immer Schlager sein (TV-Serie, ARD)
- Erkennen Sie die Melodie? (Quizsendung, ZDF)
- Familie Musici (TV-Film, ZDF, 1968)
- Die Zirkusprinzessin (TV-Film, ZDF und ORF, 1970)
- Heut’ Nacht hab’ ich geträumt von Dir (TV-Film, ZDF und ORF, 1981)